# Арджелато
Арджелато (італ. Argelato) — муніципалітет в Італії, у регіоні Емілія-Романья,  метрополійне місто Болонья.
Арджелато розташоване на відстані близько 320 км на північ від Рима, 17 км на північ від Болоньї.
Населення — 9799 осіб (2014).
Щорічний фестиваль відбувається 29 вересня. Покровитель — Святий Архангел Михаїл.

## Демографія
Населення за роками:

Станом на 1 січня 2023 року в муніципалітеті офіційно проживало 896 іноземців з 53 країн, серед них 321 громадянин країн Євросоюзу та 46 громадян України.

## Пам'ятки
На териториторії муніципалітету розташовані  церкви:
Церква Святого Архангела Михаїла,
Церква Святого Павла і Якова ( Касадіно),
Церква Святого Миколи і Петра ( Фуно).

## Сусідні муніципалітети
- Бентівольйо
- Кастель-Маджоре
- Кастелло-д'Арджиле
- Сала-Болоньєзе
- Сан-Джорджо-ді-П'яно